# Instituto de Tratamento do Câncer Infantil
O Instituto de Tratamento do Câncer Infantil ou ITACI - é um hospital brasileiro criado em 2002 para atender à demanda de tratamento em Onco Hematologia do Instituto da Criança do  Hospital das Clínicas de São Paulo. É ligado ao Instituto da Criança do Hospital das Clínicas da Faculdade de Medicina da USP (HCFMUSP)

## História

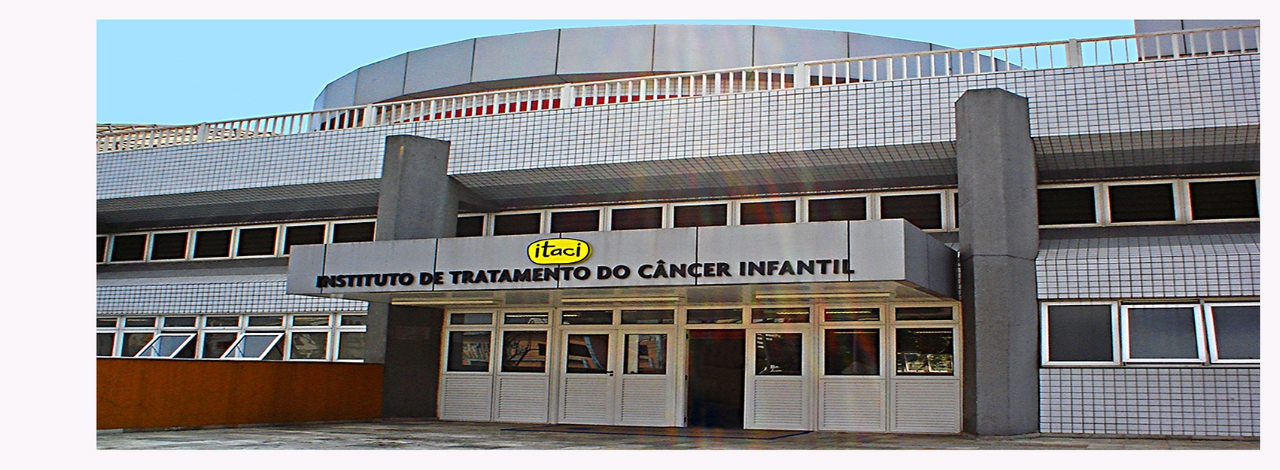
Fachada do Instituto de Tratamento do Câncer Infantil - ITACI

Foi construído através de uma parceria entre a Fundação Criança, a Ação Solidária Contra o Câncer Infantil e a Fundação Oncocentro de São Paulo; foi inaugurado em 17 de junho de 2002 e iniciou suas atividades em 17 de dezembro de 2002.

## Estrutura
O prédio de quatro andares, possui 17 apartamentos individuais para internação, duas salas para transplante, 12 leitos de quimioterapia ambulatorial, 12 consultórios médicos e quatro consultórios para atendimento multiprofissional, com serviços de odontologia, psicologia, fisioterapia, nutrição e serviço social, além de uma ampla área de lazer aos pacientes hospitalizados. O Instituto conta com as equipes médicas ligadas ao Instituto da Criança do Hospital das Clínicas, da Faculdade de Medicina da USP e todo mês serão realizadas duas mil consultas, mil quimioterapias e 70 internações.

## Ligações Externas
Portal Saúde na Web, acessado em 10 de maio de 2013 

Guia Infantil - Informações sobre o Câncer na Infância

Transplantes autólogos de medula óssea em oncologia pediátrica - experiência preliminar do Instituto da Criança Prof. Pedro de Alcântara, do Hospital das Clínicas da Faculdade de Medicina da Universidade de São Paulo (ICR)